# Храпковский, Михаил Борисович
Михаил Борисович Храпковский (23 марта [5 апреля] 1905, Саратов — 17 февраля 1959, Москва) — советский художник-график, карикатурист, иллюстратор книг. Сотрудничал с известными периодическими изданиями, такими как «Крокодил», «Мурзилка», «Смена», «Экран» и «30 дней». В 1941 году был приговорён к 8 годам исправительно-трудовых лагерей по ложному обвинению в сотрудничестве с германской разведкой вместе с Константином Ротовым. В 1954 году был реабилитирован. В 1956 году написал книгу «Письма начинающему художнику».
Наиболее известен как автор серии сталинистских карикатур на Георгия Пятакова «История одного предательства».

## Биография
Родился и провел детство в Саратове. Отец — Борис Фёдорович Храпковский, мать — Надежда Сергеевна, урожд. Рослякова.
После революции переехал в Ленинград. Преподавал на Курсах повышения квалификации художников-карикатуристов Пресс-клише ТАСС. Занимался иллюстрированием детских книг, журналов «Крокодил», «30 дней», «Мурзилка», «Смехач» и др. Сотрудничал с изданием «Рабочей газеты». В 1928 году Храпковский проиллюстрировал детский рассказ «Красный сигнал» А. А. Федорова-Давыдова.
В 1934 году выполнил серию иллюстраций к роману Михаила Салтыкова-Щедрина «История одного города» (в издании указан как М. П. Храпковский, а в критических отзывах — как В. Л. Храпковский и В. А. Храпковский).
В 1937 году нарисовал к процессу над «Параллельным антисоветским троцкистским центром» серию пропагандистских карикатур «История одного предательства» на оппозиционера Георгия Пятакова, иллюстрирующих официальное обвинение.
В 1939 году принял участие в иллюстрировании собрания произведений М. Е. Салтыкова-Щедрина. В частности, Храпковский выполнил иллюстрации к роману «Убежище Монрепо» и циклам очерков «В среде умеренности и аккуратности» и «Признаки времени».
В 1940 году Михаил Храпковский был арестован. Под давлением Храпковский давал показания на коллегу Константина Ротова.

Обв<иняемый> Храпковский <…> показал, что знает Ротова с 1924-25 г., находился с ним в дружеских взаимоотношениях, всем делился в жизни. По возвращении из Германии в 1928 г., находясь в гостинице г. Одессы, он рассказал Ротову, что был вызван в ОГПУ, где спрашивали о поездке. Ротов спросил: «Всё ли ты рассказал, что с тобой произошло за границей?» Храпковский ответил, что всё. После этого Ротов многозначительно спросил: «А о том, что с тобой случилось в полицай-президиуме, ты тоже рассказал?» (Там Храпковский был завербован немецкой разведкой). Ротов сказал, что ему всё известно и что в дальнейшем связь от имени германской разведки Храпковский должен поддерживать через него — Ротова.
Верховному прокурору СССР К. П. Горшенину Ротов писал: «Почему поверили такой личности, как Храпковский? (Кстати, о Храпковском: когда я встретился с ним в Бутырской тюрьме, он плакал и просил у меня прощения за то, что вынужден оклеветать меня)».

Очная ставка между Ротовым и Храпковским <…>
Храпковский показал, что его завербовал для шпионской работы Ротов, а Ротов показывает, что его завербовал Храпковский.

По справке I-го спецотдела НКВД СССР от 23/III-44 г. Храпковский М. Б. осужден Особым совещанием 14/VІ-1941 г. на 8 лет ИТЛ с конфискацией имущества.
М. Б. Храпковский был приговорен 8 годам исправительно-трудовых лагерей по ложному обвинению в сотрудничестве с германской разведкой.
В 50-х годах, будучи после лагеря в ссылке в Джамбульской области, сотрудничал с Казгосиздатом (Казахское государственное издательство), рисовал агитплакаты на сельскохозяйственные темы, преподавал в художественном кружке. В 1954 году был реабилитирован. В 1956 году написал книгу «Письма начинающему художнику».
Похоронен в Алматы на Центральном кладбище.
Жена — Татьяна Ивановна Симонич (1908—1991), сестра жены маршала Г. Кулика Киры Симонич. В конце 1940-х — начале 1950-х годов ссыльная в Енисейске.